# Álex Remiro
Artikeln följer den spanska namnseden; faderns efternamn är Remiro och moderns efternamn Gargallo.
Alejandro "Álex" Remiro Gargallo, född 24 mars 1995, är en spansk fotbollsmålvakt som spelar för Real Sociedad.

## Karriär
Den 10 juni 2019 värvades Remiro av Real Sociedad, där han skrev på ett fyraårskontrakt.